# Francisco de Paula Rius y Taulet

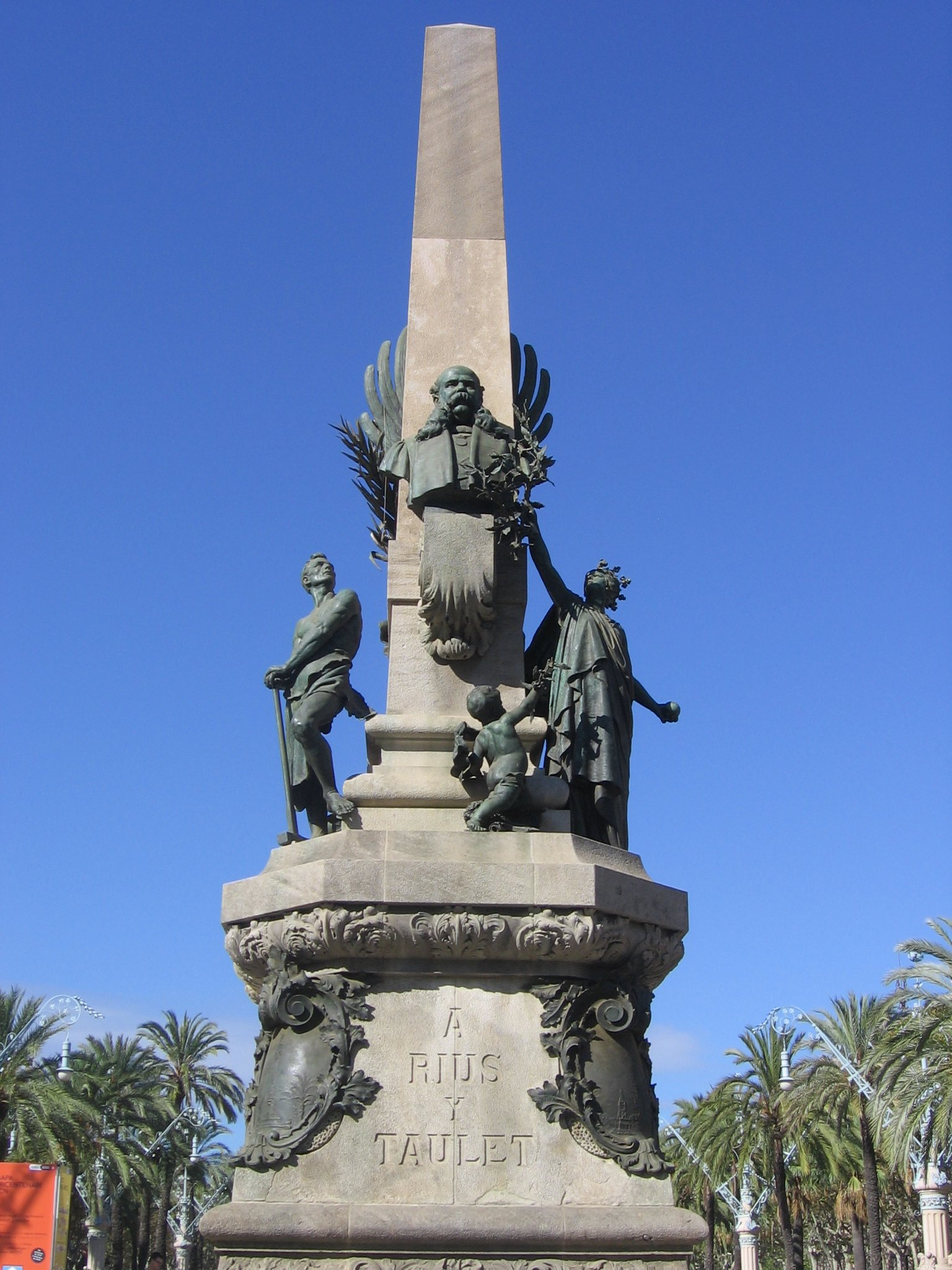
Monumento a Rius y Taulet en Barcelona

Francisco de Paula Rius y Taulet —denominado por algunas fuentes en catalán contemporáneo como Francesc de Paula Rius i Taulet— (Barcelona, 1833-Olérdola, 1889) fue un abogado y político español. 
Declarado monárquico y liberal, fue alcalde de Barcelona en cuatro ocasiones diferentes durante el período del Sexenio Democrático y la Restauración de finales del siglo XIX. Fue el principal impulsor de la Exposición Universal de 1888, que presidió como alcalde, y de todas las reformas urbanísticas que experimentó Barcelona con motivo del acontecimiento.

## Biografía
Hijo de menestrales, estudió Derecho en la Universidad de Barcelona, y ejerció la abogacía desde 1858.
De orientación monárquica y liberal, fue elegido por primera vez alcalde de Barcelona en febrero de 1872 por Amadeo I. Un año después, en febrero de 1873, abandona el cargo ante el advenimiento de la Primera República Española.

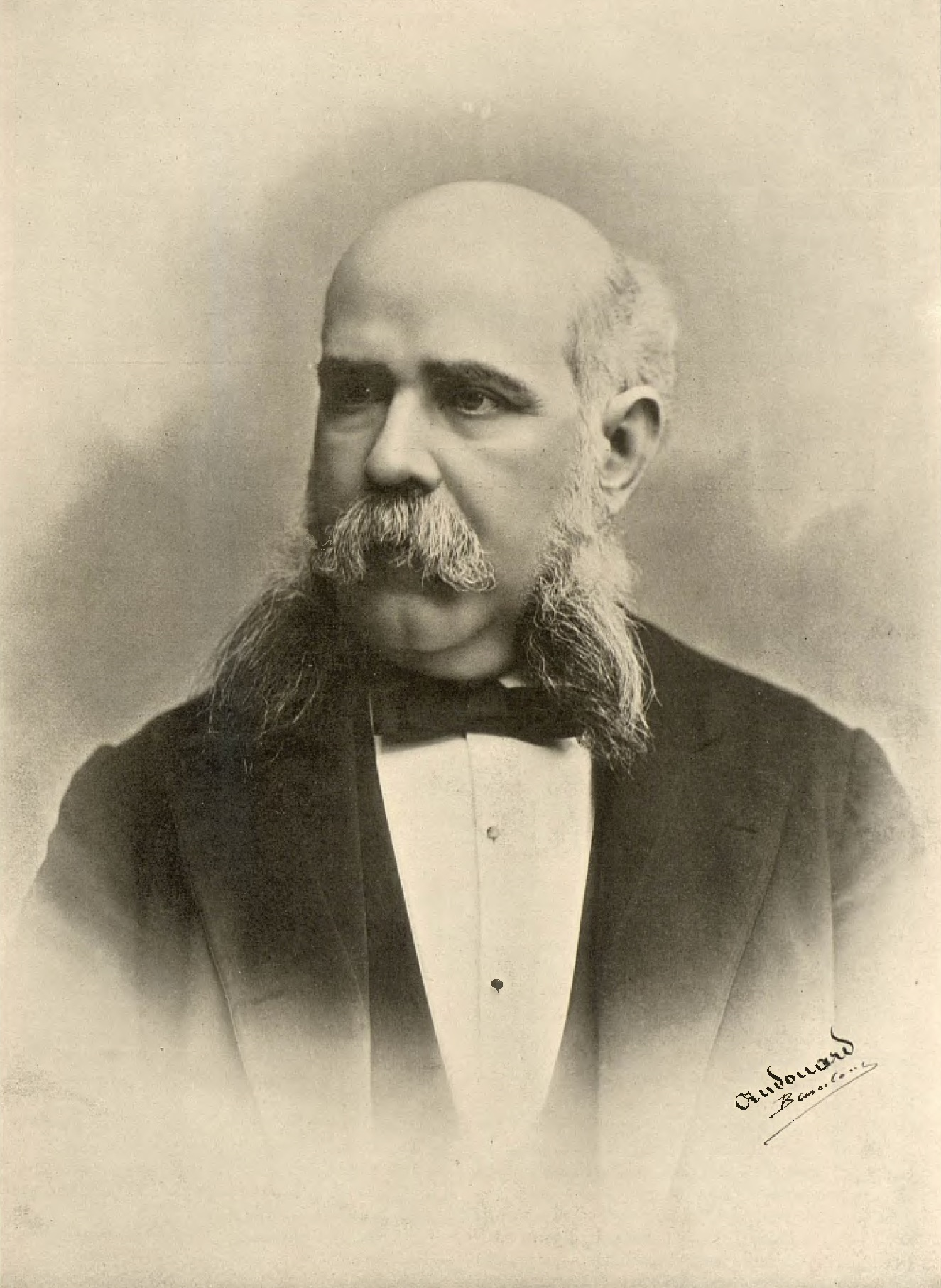
Rius y Taulet, fotografiado por Audouard.

Tras el golpe de Pavía fue nombrado nuevamente alcalde por el general Serrano, ocupando el cargo entre enero y diciembre de 1874.
Entre marzo de 1876 y junio de 1881 fue diputado a Cortes por Barcelona en dos ocasiones en representación del Partido Liberal.
Fue nombrado alcalde de Barcelona, por tercera vez en 1881, hasta febrero de 1884, y en cuarta ocasión entre diciembre de 1885 y 1889. 
Como alcalde de Barcelona fue el principal impulsor de la Exposición Universal de 1888, que presidió como alcalde, y que constituyó el avance urbanístico y económico más importante de la historia de Barcelona hasta aquel momento.
Algunas de las mejoras que se hicieron en Barcelona bajo su mandato, y con motivo de la Exposición de 1888 fueron:
- Urbanización del parque de la Ciudadela, que tras la finalización de la Expo se convirtió en el parque más grande de la ciudad.
- Se finalizó la urbanización de todo el frente marítimo de la ciudad, entre el parque de la ciudadela y Las Ramblas, construyendo el paseo de Colón y un nuevo muelle: al actual Moll de la Fusta.
- Se construyó el Gran Hotel Internacional en un terreno ganado al mar en el nuevo paseo de Colón, frente al edificio de la Capitanía General. El hotel, diseñado por el arquitecto Lluís Domènech i Montaner, fue construido en el tiempo récord de 69 días. Tenía planta y tres pisos, y ocupaba un solar de 5000 metros cuadrados. Con capacidad para 2000 huéspedes, fue concebido como instalación temporal para acoger a los visitantes. Fue derruido tras la finalización de la Exposición.
- Se construyó el Palacio de Bellas Artes, junto al parque de la Ciudadela, se derribó poco después de la Guerra Civil. Fue el lugar donde se celebró la inauguración oficial de la Exposición con asistencia de la Familia Real y también la sede de su clausura en diciembre de 1888. Fue destinado a exposiciones artísticas, conciertos y eventos culturales. Tras la exposición, siguió abierto hasta 1942.
- Se construyó el Monumento a Colón en la plaza Portal de la Paz, punto de unión del paseo de Colón y la Rambla. El monumento se inauguró el 1 de junio de 1888, en plena celebración de la Exposición.
- Se urbanizó la zona contigua al recinto de la exposición, en la zona del Borne.
- Se inauguró el Mercado del Borne, construido entre 1884 y 1886.
- Se inauguraron "Las Golondrinas", embarcaciones de recreo que salían frente a la estatua a Colón y daban un paseo marítimo a los visitantes.
- Se dotó de iluminación eléctrica a las primeras calles de Barcelona (La Rambla, paseo de Colón, plaza de Sant Jaume e interior del recinto de la exposición).

Además, cedió los terrenos para la construcción del Palacio de Justicia (1887-1908), construyó el cementerio del suroeste en Montjuic, creó el Laboratorio municipal, el Instituto Municipal de Higiene de Barcelona, así como la Banda municipal y la Galería de catalanes ilustres. 
La Reina regente María Cristina le concedió el título de marqués de Olérdola.
Falleció en Olérdola en 1889, a la edad de cincuenta y siete años, pocos meses después de finalizar la Exposición Universal de 1888. Su cuerpo fue devuelto a Barcelona y sepultado en el Cementerio de Montjuic.
El 27 de septiembre de 1901 fue colocado un monumento en su homenaje frente a la entrada principal del parque de la Ciudadela, construido bajo su alcaldía. El monumento lleva la siguiente inscripción:

A Rius y Taulet, siendo alcalde de Barcelona alcanzó para la ciudad prosperidad y renombre.

Realizó en España la primera Exposición Universal celebrada en 1888

y con ilustrada iniciativa y actitud incansable protegió la industria y enalteció las ciencias y las artes.

La plaza principal del distrito de Gracia de Barcelona llevó su nombre hasta el 19 de abril de 2009, cuando fue rebautizada, tras un proceso participativo, como plaza de la Villa de Gracia. Asimismo, una avenida del distrito barcelonés de Sants-Montjuich lleva su nombre.
Su hijo, Manuel Rius i Rius, también fue alcalde de Barcelona (de 1916 a 1917).

## Fondo personal
El epistolario de Francisco de Paula Rius y Taulet que se conserva en el Archivo Histórico de la Ciudad de Barcelona contiene 155 cartas de las que todas, excepto dos, están dirigidas a su colega y amigo Ramón Freixas Miret. Si bien el periodo cronológico de los documentos, 1856-1890, abarca prácticamente la carrera profesional y política de Rius y Taulet, el contenido de las cartas refleja de forma dominante asuntos jurídicos y cuestiones familiares y personales. Solo algunas de ellas contienen informaciones relacionadas con la actividad del político y sus impresiones sobre la situación política del momento.
El fondo fue adquirido en la subasta pública organizada por Soler i Llach, Subastas Internacionales, S.A., en Barcelona, el 9 de marzo de 2006.